# قاسم حسين صالح
قاسم حسين صالح كاتب عراقي يكتب في علم النفس والصحة النفسية وسيكولوجيا الادرة، ولد بالعراق عام 1949. حاصل علي درجة الدكتوراه في فلسفة علم النفس.

## الوظائف والمسؤوليات
- مؤسس ورئيس الجمعية النفسية العراقية (2003).[1][2][3]
- مؤسس ورئيس رابطة أساتذة جامعة بغداد (2004).
- مؤسس ورئيس مكتب الاستشارات النفسية والاجتماعية (1995).
- مؤسس ورئيس وحدة الإرشاد التربوي والنفسي بجامعة بغداد (2003).
- عضو الهيئة التدريسية بقسم علم النفس ــ جامعة بغداد (1975-2004).
- عضو اللجنة العليا لاختبار صلاحية حملة الشهادات العليا للعمل في الجامعات العراقية بوزارة التعليم العالي (1994-2002)
- عضو منظمة الصحة العالمية WHO
- عضو هيأة الرأي بوزارة الثقافة (2004).
- عضو الهيئة التدريسية بقسم التربية وعلم النفس ــ جامعة صلاح الدين (2004-2008)
- عضو الهيأة التدريسية بالأكاديمية العربية بالدنمارك – قسم الأتصال والاعلام.
- عضو المجلس العراقي للثقافة.
- عضو الاتحاد العام للأدباء والكتّاب العراقيين.
- عضو رابطة الأخصائيين النفسيين المصرية.
- رئيس المجلس الأستشاري للثقافة والاعلام- الاتحاد الدولي للصحافة العربية (2019)
- مؤسس وأمين عام تجمع عقول في العراق (2017).
- واضع فلسفة وأهداف التعليم العالي في العراق المعتمدة من قبل الوزارة (2004).[1][2][3][4]

### المواد التي يقوم بتدريسها
- علم النفس العام (غير المؤشر يعني قسم علم النفس – جامعة بغداد)
- علم النفس الشخصية (كلية التربية – جامعة صلاح الدين)
- الابداع في الفن (كلية الفنون - صلاح الدين)
- علم النفس التربوي.
- مناهج البحث العلمي.
- سمنارات مناقشة واقرار مقترحات الماجستير والدكتوراه.
- علم النفس الشخصية.
- الإرشاد النفسي.
- سيكولوجية الفن (كلية الفنون الجميلة-ج بغداد).
- تحليل الشخصية (دراسات عليا- مسرح –ج بغداد).
- سيكولوجيا الاتصال (دراسات عليا – قسم الاعلام جامعة السليمانية).
- سيكولوجيا الابداع (دراسات عليا-قسم الفنون التشكيلية جامعة السليمانية).
- علم نفس اللغة (دكتوراه- ج دهوك).
- علم النفس الاجتماعي (دراسات عليا جامعة دهوك).
- الصحة النفسية (دراسات عليا)
- اضطرابات الشخصية (دراسات عليا).
- علم النفس الشواذ (دراسات عليا).
- العلاج النفسي (دراسات عليا).
- الاضطرابات النفسية (دراسات عليا).
- علم النفس الاجتماعي – متقدم (دكتوراه).
- سيكولوجيا الإعلام (دراسات عليا- قسم الاعلام ج بغداد).
- علم النفس المعرفي (دراسات عليا- جامعة صنعاء - اليمن).
- الشخصية (جامعة صنعاء – اليمن).
- سيكولوجيا العمارة (دراسات عليا- القسم المعماري هندسة بغداد).
- سيكولوجيا القيادة والإدارة الحديثة (كلية دجلة الأهلية)
- نظرية المنظمة والسلوك التنظيمي (= = =)
- إدارة الجودة الشاملة (= =     =)
- الديمقراطية والحريات العامة (= =     =).[1][2][3][4]

## الجؤائز
- حاصل على تكريم وزارة التعليم العالي لعام 2000 الخاص برعاية العلماء.
- حاصل على جائزة الابداع الثقافي لعام 2011 من سدني باستراليا.
- حاصل على جائزة تاج العنقاء الذهبية 2013
- حاصل على تكريم وشكر من جامعة السلطان قابوس 2014
- أحد علماء النفس العرب الستة الفائزين بالمرتبة الأولى بمنافسة (الراسخون في العلوم النفسية لعام 2015)
- حائز على جائزة التنوير الثقافي في الصحافة والاعلام العراقي لعام (2016).
- حاصل على قلادة وجائزة المثقف في مؤتمر القمة الثقافي العربي الأول (2018).
- تم ترشيحه من قبل اكاديميين ومثقفين وجمهور الفيسبوك ليكون الشخصية العراقية لعام (2018)
- تكريمه بدرع الأبداع بمهرجان صدى الحياة الرابع للأشخاص الأبرز لعام 2018.
- تكريمه بلوح الجواهري من اتحاد الكتّاب والأدباء في العراق 2019.
- تسميته (الرئيس الفخري للعلماء والمفكرين العرب) في المؤتمر العلمي الدولي الأول المنعقد بجامعة الأزهر (18 – 19 آب –أغسطس /2019).
- منحه درعين، من الأكاديمية العربية للدراسات التطويرية في مصر، ومن الهيأة العليا للعلماء والمفكرين العرب – جامعة الأزهر، القاهرة 21آب /أغسطس 2019.[1][2][3][4]

## المؤلفات

### كتب منهجية تدّرس في جامعات عراقية وعربية
- الإنسان.. من هو؟.

كتاب منهجي لطلبة قسم علم النفس – جامعة بغداد.
- علم النفس الشواذ.

كتاب منهجي لطلبة أقسام علم النفس في جامعات: بغداد والمستنصرية والقادسية.
- الأمراض النفسية والانحرافات السلوكية.

كتاب معتمد لطلبة الدراسات العليا بأقسام علم النفس.
- الشخصية بين التنظير والقياس.

كتاب منهجي لطلبة قسم علم النفس – جامعة بغداد، وكتاب معتمد لطلبة الدراسات العليا بجامعة صلاح الدين.
- نظريات معاصرة في علم النفس.

كتاب منهجي لطلبة قسم علم النفس – جامعة صنعاء – اليمن
- الاضطرابات النفسية والسلوكية.

كتاب معتمد لطلبة الدراسات العليا بقسم علم النفس – جامعة صنعاء –اليمن
- علم النفس المعرفي.

كتاب منهجي لطلبة قسم علم النفس – جامعة صنعاء -اليمن
- الإبداع في الفن.

كتاب منهجي لطلبة كلية الفنون الجميلة – جامعة بغداد
- الإرشاد النفسي (باللغة الإنكليزية).

كتاب منهجي لطلبة قسم علم النفس – جامعة بغداد
- سيكولوجيا الاتصال.

كتاب معتمد لطلبة الدكتوراه بقسم الاتصال والاعلام – الاكاديمية العربية  بالدنمارك

### كتب في الثقافة العامة
- سيكولوجية إدراك اللون والشكل.
- الإبداع وتذوق الجمال.
- التلفزيون والأطفال.
- سيكولوجية الحب.
- بانوراما نفسية.
- سيكولوجيا عراقية.
- في سيكولوجية الفن التشكيلي المعاصر.
- الطاقات المكبوتة: دراسة في سيكولوجية المرأة العربية.
- المجتمع العراقي: تحليل سيكوسوسيولوجي لما حدث ويحدث.
- الشخصية العراقية: تحليلات سيكوسوسيولوجية.
- الشخصية العراقية بين الجوهر والمظهر.
- قضايا سيكولوجية معاصرة في الدين والفن والمجتمع.
- اشكاليات الناس والسياسة في المجتمعات العربية.
- كتابات ساخرة واخرى في هموم الناس والوطن.
- احوال العرب والعراق وخيبات الزمن الردي.
- اشكالية السلطة والدين في العالم العربي.
- سيكلوجيا اللغة والاتصال.
- العراقيون في زمن الأزمات-تحليل سيكوبولتك، حيدر العبادي ودونالد ترامب- تحليل شخصية.
- أزمة العقل العربي المعاصر.
- الشخصية العراقية من السومرية إلى الطائفية.
- ظاهرة الفساد في العراق –تحليل سايكوبولتك.
- سيكلوجيا الحب.

الإشراف على الرسائل العلمية
- الإشراف على أكثر من سبعين رسالة ماجستير في كليات: الآداب والتربية والهندسة والفنون الجميلة.
- الإشراف على أكثر من خمسين أطروحة دكتوراه في علم النفس والاجتماع والإعلام والفنون الجميلة.[1][2][3][4]

## المؤتمرات والندوات العلمية
- القيام بعقد أكثر من عشرين ندوة علمية في أثناء ترأس مكتب الاستشارات النفسية والاجتماعية، ووحدة الإرشاد التربوي والنفسي، والجمعية النفسية العراقية.
- المشاركة في مؤتمرات علمية داخل العراق وخارجه..بينها: مؤتمر الصحة النفسية العالمي في القاهرة عام 2006، ممثلا عن وزارة التعليم العالي العراقية ومقدما لورقة عمل لدور الوزارة في الصحة النفسية بالعراق. ومؤتمر الإرشاد العربي في دبي عام 2007، متحدثا رئيسا فيه.ومؤتمر الصحة النفسية في أربيل 2008، والمؤتمر الحادي عشر للطب النفسي العربي، في دمشق 2008، والقاء محاضرات تدريبية في مجال الإرشاد والعلاج النفسي المعرفي للمشاركين فيه.
- المشاركة ببحث في المؤتمر الدولي عن جدلية العلاقة بين العلم والدين (النمسا – فيينا- 2015)..بعنوان: اشكالية العلاقة بين السلطة والدين واللاوعي الجمعي- العالم العربي انموذجا.
- المشاركة ببحث في المؤتمر العربي الأول لعلم النفس – بيروت 2015 بعنوان سيكولوجيا السلطة والدين.
- عضو اللجنة التنسيقية ومقرر لجنة الصياغة للمؤتمر السابع للتعليم العالي في العراق 2004.
- عضو متحدث في المؤتمر العالمي للتعليم العالي في العراق، أربيل 2007.
- متحدث رئيس في مؤتمر نصرة القضية الكوردية –اربيل 2010، ومقدم لورقة بعنوان: القضية الكوردية وحق تقرير المصير.
- رئيس جلسة في المؤتمر الأقليمي الثاني لعلم النفس لرابطة النفسيين المصرية 2010.
- عضو متحدث في المؤتمر الدولي الخامس للأبداع والتربية النوعية، إسطنبول 2011
- عضو متحدث في المؤتمر العربي العاشر للموهوبين والمتفوقين، عمان 2013
- بحث الافتتاح للمؤتمر العلمي لجامعة القادسية بعنوان:(اللاشعور الجمعي العراقي – مخدّر وخالق اوهام ومثير فتنة)2013
- عضو متحدث في مؤتمر كلاويز – السليمانية 2014
- عضو متحدث في المؤتمر الدولي الأول للصحة النفسية – اربيل 2016
- اقامة ندوة بعنوان (سيكولوجيا السلطة والدين)- النجف – 2017
- اقامة ندوتين بعنوان (تظاهرات العراق إلى اين)في كل من مدينتي الكوت والنجف (ايلول 2018).
- اقامة ندوة علمية تخصصية لتجمع عقول بعنوان (اصلاح البرلمان العراقي وتطويره هو البداية لمستقبل أفضل) بغداد 3/11/ 2018
- المشاركة في مؤتمر القمة الثقافي العربي الأول (ميسان 28/12/2018) والقاء كلمة الأفتتاح بأسم المثقفين.
- ممثل العراق في مؤتمر برلين (الشؤون السجنية في العالم العربي)-ألمانيا-برلين (27/12/2018)[1][2][3][4]

## بحوث مهمة منشورة في مجلات علمية
(بلغ عدد البحوث والمقالات المنشورة في موقع الحوار المتمدن فقط  735، وبلغ عدد المتابعات  4657397)..من بينها:
- المأزق الثقافي العراقي، تحليل سيكولوجي لحالة الثقافة والمثقف بعد التغيير. قدّم ونوقش في المؤتمر التأسيسي للمجلس العراقي للثقافة –عمان 2007 .
- الصحة النفسية في العراق: الواقع والمتطلبات «قدّم إلى مؤتمر الصحة النفسية الدولي الخاص بالعراق- القاهرة -2006 - ممثلا لوزارة التعليم العالي العراقية».
- استطلاع آراء أساتذة الجامعة بالأحداث الجارية في العراق بعد سقوط النظام. «دراسة ميدانية -2003».
- جرائم النهب والسلب والحرق في مدينة بغداد بعد سقوط النظام: الأسباب والمعالجات. «دراسة ميدانية - 2003»، نوقشت في ندوتين علميتين بجامعتي بغداد والمستنصرية.
- دروس من 9ابريل 2003 .تحليل نفسي سياسي لما حدث للمجتمع العراقي.
- دور وسائل الاعلام في تأهيل ذوي الاحتياجات الخاصة. قدّم إلى ورشة العمل التي اقامتها وكالة أصوات العراق المستقلة بالتعاون مع اليونسكو، اربيل 2008 .
- فلسفة التعليم العالي في العراق وأهدافه بعد التغيير. قدّم ونوقش في المؤتمر العالمي للتعليم العالي في العراق، أربيل – 2007 .
- ظاهرة الفساد المالي والإداري في العراق. تحليل سيكولوجي.
- العوامل النفسية والاجتماعية للجرائم البشعة. «بحث ميداني لعينة من المجرمين الخطرين المحكومين بالإعدام في سجن أبو غريب - 1985».
- جرائم العنف. «دراسة ميدانية لعدد من مرتكبي جرائم القتل والسطو على البنوك والاختطاف - 1987».
- الانعكاسات النفسية للحرب العراقية الإيرانية على الشعب العراقي«دراسة ميدانية لشرائح متنوعة من العراقيين- 1984».
- اتجاه النساء نحو الرجال المعوقين. «دراسة ميدانية ألقيت في المؤتمر الخاص بالمعوقين -1985».
- المكانة الاقتصادية والاجتماعية للمهن في المجتمع العراقي قبل الحصار وبعده «بحث ميداني -1997»
- أساليب تنشئة الأمهات لأطفالهن في مدينة بغداد وضواحيها. «دراسة ميدانية».
- تغير القيم لدى طلبة الجامعة. «دراسة ميدانية».
- البغاء: أسبابه ووسائله وتحليل لشخصية البغي . «دراسة ميدانية شملت 372 من البغايا والقوادات -1987».
- التحرّش المخل بحياء المرأة . «دراسة ميدانية».
- العلاقات العاطفية في الوسط الجامعي . «دراسة ميدانية».
- التنميط الجنسي في المجتمع العراقي. «دراسة ميدانية».
- نحو نظرية في الإبداع.
- اضطرابات ما بعد الصدمة النفسية.
- قلق الموت وعلاقته بسمات الشخصية.
- برنامج علمي عملي للتخلص من الاكتئاب.
- جواد سليم: تحليل نفسي لشخصيته واعماله.
- بيكاسو: تحليل نفسي لشخصيته واعماله.
- غويا: تحليل نفسي لشخصيته واعماله.
- هاملت شكسبير: تحليل نفسي لشخصيته وتردده.
- غوغان: تحليل نفسي لشخصيته واعماله.
- فرويد والسريالية.
- فرويد: فكر علمي أم ضجة حدثت وانتهت؟
- التفكير الاضطهادي وعلاقته بأبعاد الشخصية (موضوع اطروحة الدكتوراه 2000).
- إشكالية العلاقة بين الفرد والسلطة في المجتمعات العربية.
- المرأة العربية والجنس .
- صورة المرأة في الشعر العربي .
- الشعور بالذنب وعلاقته بالاضطرابات السيكوسوماتية.
- النمو الأخلاقي والمعرفي.
- اضطراب الشخصية الزورية «البرانويا».
- اضطراب التوحّد.
- اضطراب الشخصية السيكوباثية.
- الفصام: أعراضه السلبية والإيجابية.
- العنف في المجتمع العراقي.
- صياغة ثقافة الإرهاب ــ تحليل نفسي.
- تعدد مرجعيات الإرشاد لدى العربي بين العلم والخرافة .
- انخفاض الدافعية نحو العلم لدى طلبة الجامعة .
- الذاكرة ..أنماطها الحديثة والكلاسيكية .
- الحاكم الفاشل – تحليل شخصية
- سيكولوجيا الأزمة – تحليل سيكوبولتك للعقل السياسي العراقي
- خصائص الشخصية الارهابية وأسباب الإرهاب من وجهة نظر الأكاديميين والسياسيين والصحفيين ورجال الدين، وعينة من المدانين بجريمة الإرهاب (اشراف على أطروحة دكتوراه جامعة السليمانية).
- Techniques Of Interview Counseling : thoughts &Tools
- Behavioral Program to Reduce Anxiety
- Cognitive Program to Reduce Depression
- Applied Behavioral Analysis–Program for Autism Children
- [1][2] Cognitive Behavioral Counseling[3][4]

## النشاطات الثقافية والاجتماعية
كاتب عمود صحفي في الآتي:
- نوافذ سيكولوجية ــ مجلة الف باء العراقية.
- من الحياة ــ جريدة الجمهورية اليمنية.
- ملح الكلام ــ جريدة الجمهورية العراقية.
- المشهد النفسي ــ جريدة الزمان - لندن.
- العين النفسية ــ جريدة المدى.
- سيكوبولتك ــ مجلة ميرك ــ باللغة الكردية.
- مشرف على الصفحة الأسبوعية (الإنسان والمجتمع) في جريدة المدى العراقية لسنة كاملة 2003 -2004.
- كاتب مستمر في صفحة (رأي) بجريدة المدى..منذ تأسيسها ولغاية الآن 2019
- كاتب في مجلة الأسبوعية العراقية.
- معد ومحرر صفحة (حذار من اليأس) في جريدة الصباح العراقية للسنة السادسة 2014.
- معد ومحر ر صفحة (الجريمة والمجتمع) في جريدة الصباح العراقية.
- كاتب في عدد من المواقع الإلكترونية .
- مستشار نفسي في موقع «المستشار» السعودي .
- لقاءات تلفزيونية في قنوات فضائية عن قضايا تخص الثقافة والتربية والمجتمع.[1][2][3][4]

### برامج إذاعية
- كاتب ومعّد البرنامج الدرامي حذار من اليأس «للتلفزيون أيضا» منذ عام 1991 ولغاية 2006 .
- كاتب ومعّد برنامج أريد حلا".
- كاتب ومعّد برنامج مرايا وخفايا. «حوار يهدف إلى تحليل نفسي لشخصية معروفة».
- كاتب ومعّد برنامج استشارات نفسية.[1][2][3][4]